# Johann Rüttinger
Johann Rüttinger (* 10. April 1947 in Nürnberg) ist ein deutscher Grafiker, Spieleautor und Unternehmer.
Nach einer Ausbildung zum Grafiker arbeitete er als Werbegrafiker. Später war Rüttinger als freier Mitarbeiter beim Verlag Noris-Spiele tätig, wo er gemeinsam mit seinem Bruder Michael Rüttinger über viele Jahre für die meisten Produkte des Verlags (Autor, Redaktion, Design) verantwortlich war. Für das von ihm entwickelte und bei Noris herausgegebene Spiel Die drei Magier erhielt er von der Jury des Spiel des Jahres den Sonderpreis „Schönes Spiel“. 1984 und 1986 erhielt er für die Spiele Inka und Das blaue Amulett die Essener Feder für die beste Spielregel. Aber auch bei anderen Verlagen wurden einige seiner Spiele verlegt. 1994 gründete er dann gemeinsam mit seiner Frau Kathi Kappler in Uehlfeld den Spieleverlag Drei Magier Spiele. Gemeinsam mit Erwin Glonnegger überarbeitete er „Das Spiele-Buch“, welches 1999 bei Drei Magier Spiele neu aufgelegt wurde.
2008 verkauften Rüttinger und seine Partner den Verlag Drei Magier zur Professionalisierung an Schmidt Spiele. Hintergrund des Verkaufs waren gesundheitliche Probleme von Rüttinger sowie die Befürchtung, dass der gut etablierte Verlag als Kleinverlag nicht mehr adäquat gehalten werden könne. Rüttinger gründete kurze Zeit später gemeinsam mit seiner Frau den Kleinverlag Drei Hasen in der Abendsonne.

## Auszeichnungen
- Spiel des Jahres
  - Vokabo: Auswahlliste 1982
  - Der schwarze Prinz: Auswahlliste 1983
  - Die drei Magier: Sonderpreis „Schönes Spiel“ 1985
  - Die verbotene Stadt (mit Alex Randolph): Auswahlliste 1992
- Kinderspiel des Jahres
  - Heli Hopper (mit Helmut Hecht): Empfehlungsliste 2007
- Essener Feder
  - Inka 1984
  - Das blaue Amulett 1986
- à la carte Kartenspielpreis
  - Daumen drauf (mit Jens-Peter Schliemann): 10. Platz 1997

## Belege
1. ↑  Thalia Magazin, Heft 4, 2012, S. 65 (online)
2. ↑  Erwin Glonnegger: Das Spiele-Buch: Brett- und Legespiele aus aller Welt. Ravensburger Buchverlag & Heinrich Hugendubel Verlag, Ravensburg & München 1988, ISBN 978-3-9806792-0-6
3. ↑  
Drei Magier. FAIRPLAY Nr. 86, Januar-März 2009; auf der Homepage des Verlages Drei Hasen in der Abendsonne, abgerufen am 29. April 2017.
4. ↑  
Wolfgang Ottinger: Drei Hasen haben Nachwuchs. Main Post, Dezember 2008; auf der Homepage des Verlages Drei Hasen in der Abendsonne, abgerufen am 29. April 2017.
5. ↑  
Michael Weber: Johann Rüttinger: Drei Hasen in der Abendsonne und die Weltsprache Spiel. Warum Magier gern Hasen sein wollten. Interview auf reich-der-spiele.de, 12. Oktober 2014; abgerufen am 29. April 2017.
6. ↑  Bernhard Hertlein: Drei Magier wandeln sich in Hasen Westfalenblatt/Westfälisches Volksblatt, 15./16. November 2008; auf der Website des Verlags Drei Hasen in der Abendsonne, abgerufen am 28. April 2017